# Bernisse
Bernisse (anhörenⓘ) war eine Gemeinde in der niederländischen Provinz Südholland. Am 1. Januar 2015 wurde sie in die Gemeinde Nissewaard eingegliedert.

## Ortsteile
| - Abbenbroek (Rathaus) - Biert - Geervliet | - Heenvliet - Oudenhoorn - Simonshaven und Zuidland. |

Der Name Bernisse ist derjenige eines Wasserlaufes, an dem einige Ortschaften der Gemeinde liegen, siehe bei Spui.

## Bilder

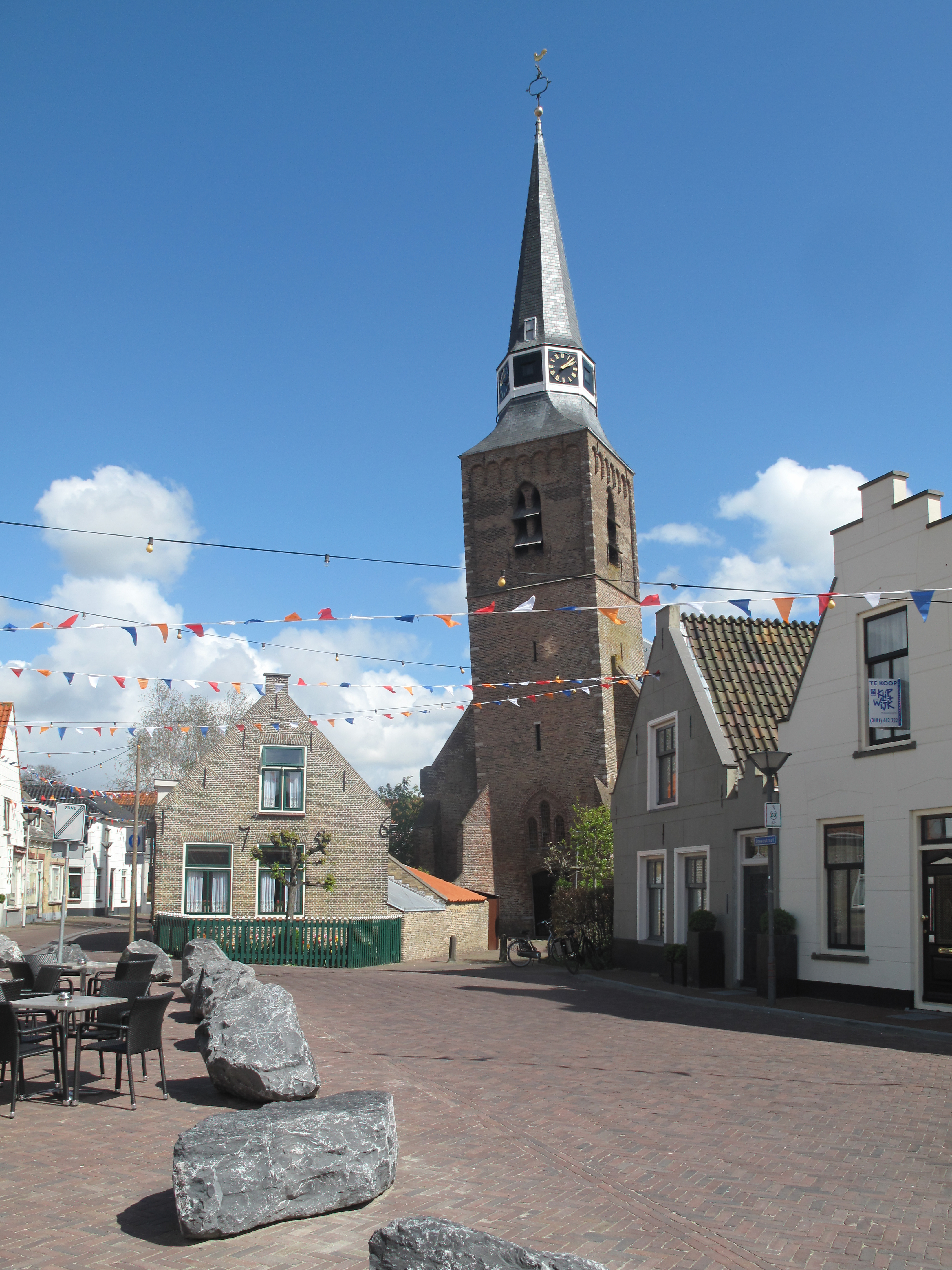
Zuidland, Kirche: de Bartholomeüskerk
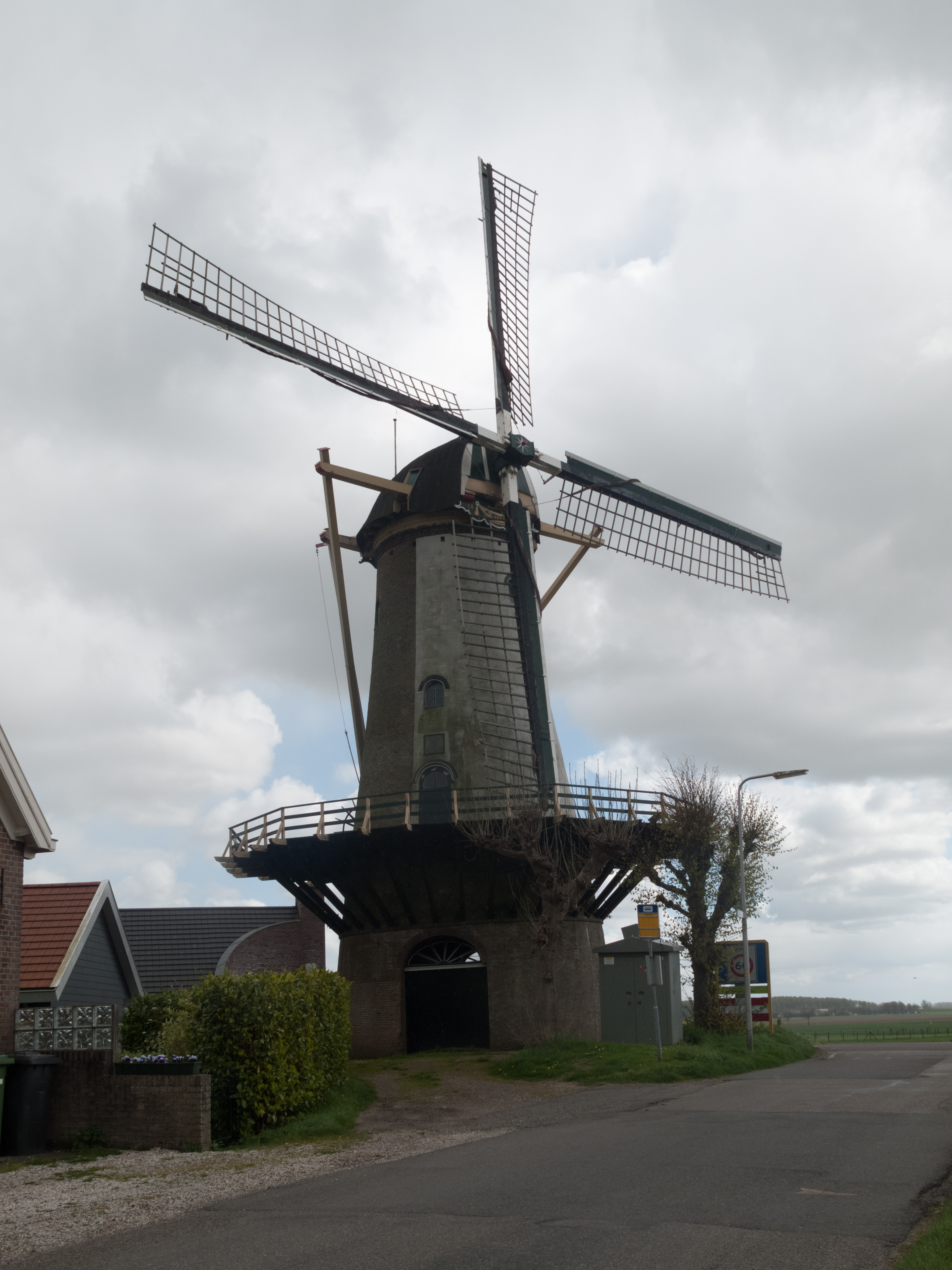
Zuidland, Mühle: korenmolen de Arend
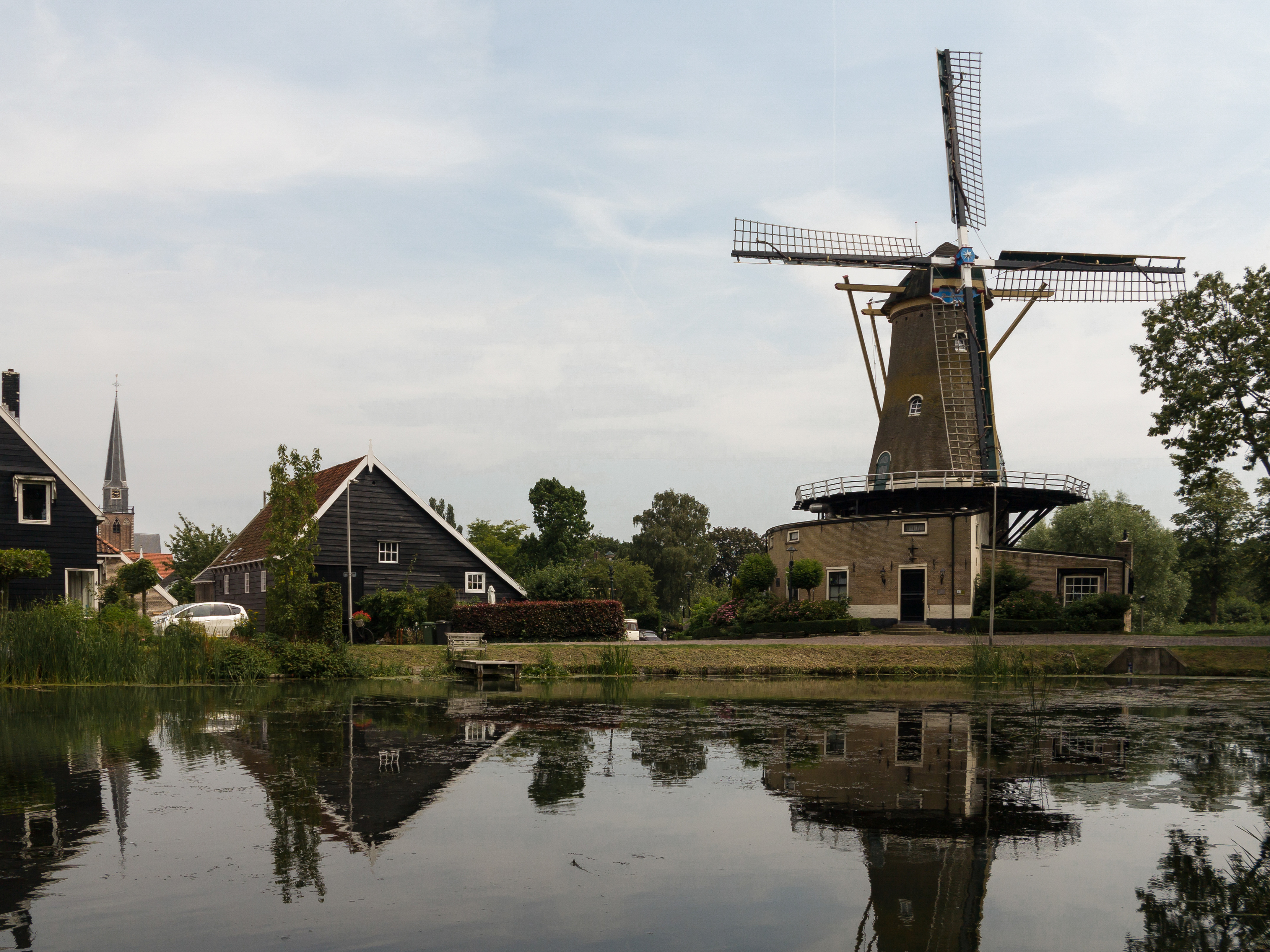
Geervliet, Mühle: de Bernissemolen
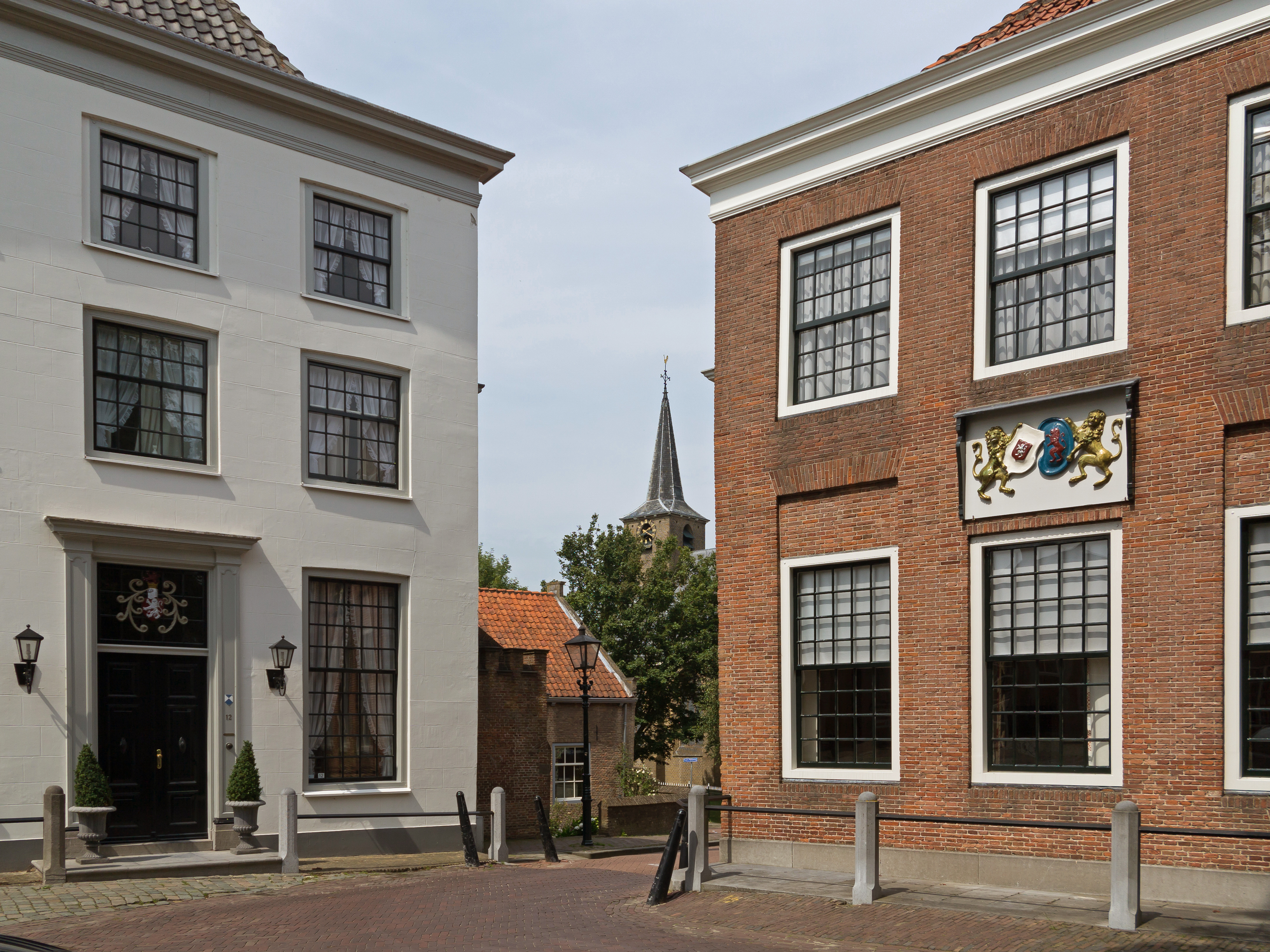
Heenvliet, Markt mit Kirche im Hintergrund

## Geschichte
Die Gemeinde entstand am 1. Januar 1980. Sie wurde aus den bisherigen selbstständigen Gemeinden Abbenbroek, Oudenhoorn und Zuidland und Teilen der Gemeinden Geervliet (mit Simonshaven) und Heenvliet gebildet. Am 1. Januar 2015 wurde sie aufgelöst und in die Gemeinde Nissewaard eingegliedert.

## Erholungsgebiet
Innerhalb der Gemeinde befindet sich ein ca. 300 ha großes Erholungsgebiet. Vor allem Vogelliebhaber und die Anhänger des Wassersports kommen hier auf ihre Kosten.

## Sehenswürdigkeiten
- Spätgotische Liebfrauenkirche in Geervliet
- Stadhuis Geervliet

## Politik

### Sitzverteilung im Gemeinderat
| Partei                        | Sitze | Sitze | Sitze | Sitze |
| Partei                        | 1998  | 2002  | 2006  | 2010  |
| ----------------------------- | ----- | ----- | ----- | ----- |
| Lokaal Onafhankelijk Bernisse | —     | —     | 3     | 6     |
| VVD                           | 5     | 5     | 4     | 3     |
| PvdA/D66                      | —     | —     | —     | 3     |
| CDA                           | 4     | 5     | 4     | 3     |
| PvdA                          | 4     | 3     | 3     | —     |
| D66                           | 2     | 2     | 1     | —     |
| Gesamt                        | 15    | 15    | 15    | 15    |

## Söhne und Töchter der Stadt
- Arie den Hartog (1941–2018), Radrennfahrer
- Maarten den Bakker (* 1969), Radrennfahrer
- Daan van Sintmaartensdijk (* 1998), Radrennfahrer
- Daan Hoole (* 1999), Radrennfahrer
- Roel van Sintmaartensdijk (* 2001), Radrennfahrer